# Kloster Tanahat

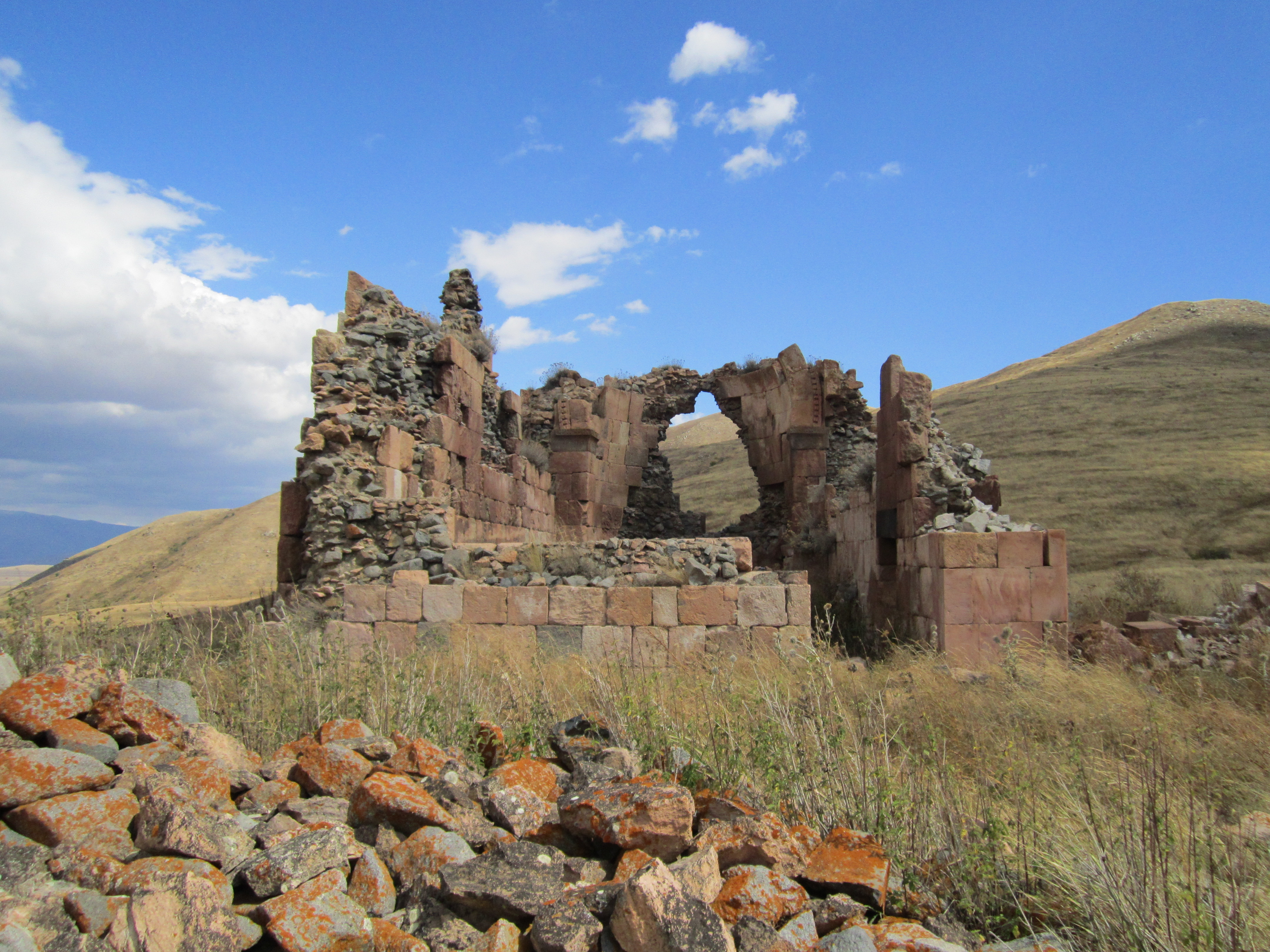
Kloster Tanahat

Kloster Tanahat (armenisch Թանահատ, auch Tanadeh oder Karmir Vank) ist ein ehemaliges Kloster der Armenischen Apostolischen Kirche in  der südarmenischen Provinz Sjunik. Heute ist es verlassen. Die Gebäude sind größtenteils zerstört und das Areal ist überwachsen.

## Lage
Das Kloster liegt etwa dreizehn Kilometer südwestlich von Sissian, 2 km südöstlich des gleichnamigen Dorfes, auf einer Anhöhe am rechten Ufer des Flusses Sissian.

## Baubeschreibung
Der Klosterkomplex ist weitgehend zerstört. Einzig von der Kirche des heiligen Stepanos Nachawka, auch Tanahat genannt, blieben nennenswerte Reste erhalten. Sie gilt als eine der ältesten Kirchen Armeniens. Surb Stepanos Nachawka war eine kleine rechteckige und einschiffige Kirche mit einer hufeisenförmigen Apsis, auf deren Südseite sich einst eine überwölbte rechteckige Kammer befand, die möglicherweise als Seitenkapelle diente. Ebenfalls auf der Südseite war der Kirche ein von fünf Säulen getragener rechteckiger Portikus vorgebaut.
Die erhalten gebliebenen Reliefs werden auf das 5. und 6. Jahrhundert datiert. Die Kirche ist weitgehend verfallen. Erhalten blieben lediglich die Nordwand und die Apsis. Derzeit werden die Reste der westlichen Wände der Kirche von Tanahat restauriert.
Bei Ausgrabungen im Jahre 1975 wurden westlich der Kirche die Reste eines unterirdischen Mausoleums sowie die Fragmente einer Urartäischen Keilschrift gefunden.
An der Westseite der Kirche wurden Chatschkare (kunstvoll behauene Gedächtnissteine mit einem Reliefkreuz in der Mitte, das von geometrischen und pflanzlichen Motiven umgeben ist) entdeckt, die auf das 13. bis 17. Jahrhundert datiert werden.